# Émile Lesieur
Émile Lesieur (Parigi, 16 settembre 1885 – Parigi, 25 gennaio 1985) è stato uno sportivo francese.
Entrò a far parte dell'HEC Paris nel 1906, contemporaneamente al Roland Garros, che sponsorizzò per entrare nello stadio, ed entrambi i colleghi si laurearono all'HEC Paris nel 1908, dopo aver completato solo due anni di scuola.
Nel 2008 vennero organizzate le cerimonie per il centenario dell'uscita dell'HEC dal Roland Garros e la memoria di Émile Lesieur venne evocata collegando il destino dei due uomini. Gli sponsor includono HEC, Stade français, Musée de l'air et de l'espace, Safran, Supaéro.